# 내일은 실험왕 2
《내일은 실험왕 2》은 2016년 8월 2일부터 10월 11일까지 투니버스에서 방영된 어린이 드라마이다.

## 등장 인물

### 주요 인물
- 홍태의 : 강원소 역
- 정성영 : 범우주 역
- 정택현 : 하지만 역
- 박시은 : 제니 역

### 새벽 초등학교
- 김대희 : 구만리 교장 역
- 정명훈 : 실험반 교사 가설 역

### 태양 초등학교
- 권재관 : 표독한 교장 역
- 박준현 : 주기율 역
- 류한비 : 조수아 역
- 최민영 : 허홍 역
- 이호진 : 추지용 역
- 황현서 : 김용만 역

### 그외 인물
- 박소영 : 백치미 역
- 정수민 : 이제14세 정수민역

### 특별출연
- 이수민 : 나란이 역